# Естуар
 Тази статия е за формата на речното устие.  За провинцията в Габон вижте Естуар (провинция).  
Естуар (на латински: aestuarium „удавено устие на река“) се нарича дълбоко фуниеобразно устие на река, което се влива в океан или море.
Естуарът се образува когато морските течения или отливите отнасят речните наноси и те не се отлагат в устието на реката. Често естуарът има значителна дълбочина и е плавателен за морски съдове. В естуарите силно се проявяват приливите и отливите.
За начало на естуара се смята мястото, където се смесват морските и речните води. При това смесване се наблюдава известно повишаване на температурата, т.е. отделяне на топлина и този ефект може да се използва за производство на електроенергия.
С големи естуари се вливат реките Елба, Темза, Гарона, Енисей, Амур, Парана, Колорадо, Сейнт Лорънс, Делауеър.